# بيل سكوير
فيولا بيل سكوير (1870-1939) هي إحدى المدافعات عن حق المرأة في الاقتراع وشاركت في حركة حق الاقتراع في شيكاغو وشاركت في تأسيس نادي ألفا للاقتراع مع إيدا ويلز. كانت معروفة بشكل خاص بمعارضتها لدفع الضرائب عندما لا يكون للمرأة الحق في التصويت. جادلت سكوير أن توقع دفع النساء للضرائب بينما لم يتم منحهن حق التصويت هو شكل من أشكال الضرائب دون توصيف.

## المنشورات
نشرت سكوير كتاب «حركة المرأة في أمريكا» في عام 1911، وهو سرد قصير للنضال من أجل المساواة في الحقوق. كان هدفها من هذا النشر هو مشاركة المعلومات حول النضال المعقد من أجل حق المرأة في التصويت وإشراك قرائها من خلال استخدامها للصور بجانب النص. كتبت في المقدمة «أتمنى أن يثير هذا اهتمام فتيان وفتيات الأمة، ربما أعظم الحركات التي شهدها العالم، سيكون هناك فهم أفضل لمعنى» أصوات النساء«بالمعنى الأوسع والأكثر شمولاً، وستكون مهمتي قد أنجزت»

## المشاركة مع نادي ألفا لحق الاقتراع وحركة حق الاقتراع في شيكاغو
كانت بيل سكوير عضوة نشطة في نادي ألفا للاقتراع إلى جانب المناضلة البارزة في حق الاقتراع إيدا ويلز. شُكِل هذا النادي في عام 1913 وكان أول منظمة تصويت للنساء الأميركيات من أصل أفريقي. قامت كلتا المرأتين بحملة نشطة من أجل حقوق المرأة الأمريكية من أصل أفريقي في التصويت وكانتا مرتبطين سياسيًا بحركة الاقتراع الوطنية. في 18 أكتوبر 1913 وقعت سكوير على برقية إلى الرئيس ويلسون تطالبه بإنهاء أمر الترحيل ضد البريطانية إيميلين بانكهورست المنادية بمنح المرأة حق الاقتراع. وقعت العشرات من نساء شيكاغو على هذه الرسالة بما في ذلك جين أدامز. ناشدت النساء ويلسون «الاعتراف بالسيدة بانكهورست وبالتالي الحفاظ على التقاليد العالية لإخلاص أمريكا للحرية وحق حرية التعبير».

## مسيرة الاقتراع في واشنطن العاصمة عام 1913
في عام 1913 دمجت ويلز مسيرة الاقتراع لعام 1913 في واشنطن مع الجمعية الوطنية الأمريكية للمطالبة بحق المرأة في الاقتراع والتي نظمتها المدافعتان عن حق الاقتراع أليس بول ولوسي بيرنز. على الرغم من أن أحد منظمي العرض طلب من ويلز أن تسير مع نساء سوداوات أخريات على الرغم من قرار وكالة ناوا بأن النساء السود يمكن أن يسيرن حيث يرغبن إلا أنها رفضت القيام بذلك. سارت ويلز وسكوير مع وفد إلينوي وصوِّرَت سكوير وهي ترتدي وشاح «لا تصويت لا ضريبة»، بعد المسيرة كُرِّمت ويلز لشجاعتها السياسية في تجمع في النادي التقدمي في كوين تشابل في ولاية يوتا حيث تحدثت سكوير في حفل استقبال مسائي.

## معارضة الضرائب
وُثِّقَ احتجاج بيل سكوير العلني ضد فرض الضرائب غير العادلة على النساء المحرومات من حق التصويت بشكل جيد خلال حياتها. في عام 1910 رفضت دفع الضرائب على ممتلكاتها في إلينوي. وفي عام 1910 أيضًا قادت سكوير رابطة "لا تصويت لا ضرائب" وألهمت ما لا يقل عن 5000 امرأة في مقاطعة كوك لرفض دفع ضرائبهن. في عام 1912 عملت كقائدة لاتحاد لا صوت لا ضرائب في إلينوي. عملت أيضًا مع الآنسة مارغريت هيلي -وهي أيضًا من شيكاغو- لتنظيم النساء المقاومين للضرائب. في ذلك العام نُقل عنها قولها: "أنا لست متهربة من الضرائب لكنني أعلن من هذا الوقت فصاعدًا أنني سأجنح عنها حتى أصل إلى القامة الكاملة لحياة البالغين وأعتبر إنسانًا عاديًا يقع على عاتقه جزء من مسؤولية الحياة السياسية مع امتيازاته وواجباته أيضًا. وعندما يحين ذلك الوقت سأدفع بفرح وصدق نصيبي من النفقات الحكومية.

## الحياة الشخصية

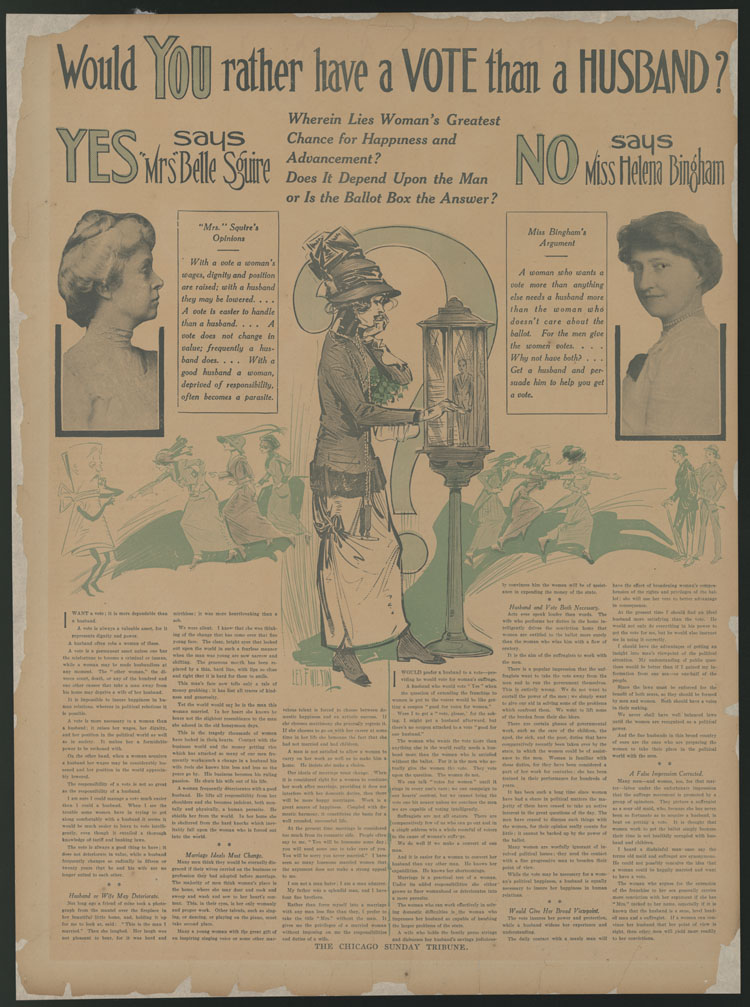
بيل سكوير

ولدت عام 1870 في مدينة ليما بولاية أوهايو. على الرغم من أن سكوير كانت غير متزوجة إلا أنها أصرت أن يُشار إليها باسم «السيدة بيل سكوير». في عام 1913 أفادت العديد من الصحف عن احتجاجها السياسي الفريد مشيرة إلى أنها صرحت عنه في ذلك العام. عملت سكوير باحتراف كمدرسة موسيقى

## السنوات اللاحقة
في عام 1924 انتقلت سكوير إلى فرنسا وعاشت هناك لمدة عقد من الزمان. توفيت عن عمر يناهز 69 عامًا في عام 1939 ودُفنت في فورست بارك بولاية إلينوي.